# 宮田和弥 (アルバム)
「宮田和弥」（みやたかずや）は、宮田和弥の3rdオリジナル・アルバム。

## 概要
ソロとしては10年ぶりのオリジナル・アルバム。ジャケットイラストは西野亮廣が担当。

## 収録曲
全作詞・作曲：宮田和弥　編曲：中村タイチ
1. Flower（1:08）
2. シンクロニシティ（3:44）
3. Cracker（2:58）
4. ノーレイン（4:17）
5. 愛したいんだ（4:38）
6. Get it on（3:42）
7. デイライト（5:02）
8. 君がいるだけで（4:20）
9. 七色（4:46）
作詞：市川喜康
10. SON（4:40）
11. New world（5:41）
作曲：伊藤毅